# الحرب البلغارية الصربية (853)

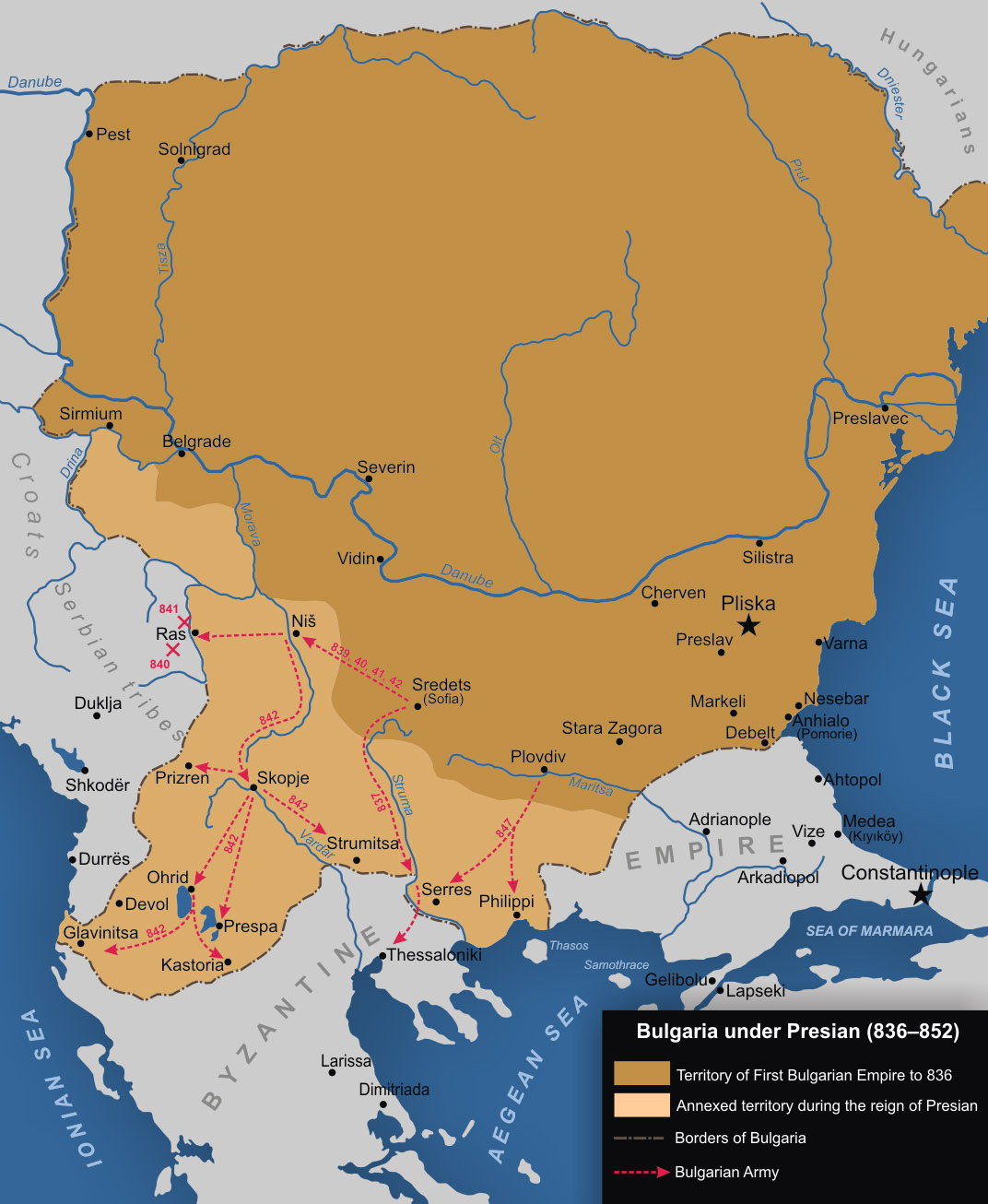
الخانات البلغارية في القرن التاسع وتوسعها الإقليمي تحت كروم، وأومورتاج وبريسيان

اندلعت الحرب البلغارية الصربية عام 853 بين الخانات البلغارية والإمارة الصربية. كان هذا الصراع الثاني في الحروب البلغارية الصربية في العصور الوسطى.

## المقدمة والحرب
بعد وفاة الأمير فلاستيمير أمير صربيا ق. 850م، تم تقسيم ولايته بين أبنائه. لقد حارب فلاستيمير بريسيان، والد بوريس، بعضهما في الحرب البلغارية الصربية (839–42) التي أسفرت عن انتصار صربي. سعى بوريس للانتقام من تلك الهزيمة، وفي عام 853 أو 854، قام الجيش البلغاري بقيادة فلاديمير راسات، نجل بوريس الأول، بغزو صربيا، بهدف استبدال السيادة البيزنطية على الصرب. كان يقود الجيش الصربي موتيمير وشقيقاه، اللذين هزما البلغار، وأسرا فلاديمير و12 من البويار. لقد وافق بوريس الأول وموتيمير على السلام (وربما التحالف)، وأرسل موتيمير أبنائه بريبسلاف وستيفان إلى الحدود لمرافقة السجناء، حيث تم تبادل سلع كعلامة على السلام. لقد منحهم بوريس نفسه «هدايا غنية»، بينما حصل على «عبيد، وصقور، وكلاب، و80 فرو».

## العواقب
أدى الصراع الداخلي بين الأخوين الصربيين إلى نفي موتيمير للأخوين الصغيرين إلى البلاط البلغاري. ومع ذلك، أبقى موتيمير ابن أخيه، بيتار، في بلاطه لأسباب سياسية. سبب الخلاف غير معروف، مع أنه من المفترض أنه كان نتيجة للخيانة. سيهزم بيتار في وقت لاحق بريبسلاف، ابن موتيمير، ويتولى العرش الصربي.